# Alexandria Sulcus
L'Alexandria Sulcus è una struttura geologica della superficie di Encelado.